# Selim Palmgren
Pour les articles homonymes, voir Palmgren.
Selim Palmgren né à Pori (Finlande) le 16 février 1878 et mort à Helsinki le 13 décembre 1951 est un pianiste et compositeur finlandais.

## Biographie
Il fit ses études à l'Institut de musique d'Helsinki de 1895 à 1899 puis devint l'élève à Berlin de Konrad Ansorge et de Ferruccio Busoni jusqu'en 1901. Il continua ses études  en Italie  de 1906 à 1909. Il exerça ensuite les activités de chef d'orchestre et de concertiste à Turku en Finlande entre 1909 et 1912.
Il enseigna la composition et la théorie musicale à l'Eastman School of Music de Rochester, et à partir de 1927, le piano et la composition au Conservatoire d'Helsinki, et la composition à l'Académie Sibelius à partir de 1939.

Selim Palmgren a épousé la chanteuse d'opéra Maikki Järnefelt (1871-1929, née Pakarinen, qui avait épousé en premières noces Armas Järnefelt). 
Le couple a vécu en 1914-1915 à Stockholm et Copenhague. Maikki Järnefelt est décédée d'un accident vasculaire cérébral en 1929. 
Selim Palmgren s'est alors remarié en 1930 avec l'élève préférée de Maikki Järnefelt, la chanteuse estonienne Minna Talvik (1902-1983).
Après Sibelius, Selim Palmgren est sans doute le compositeur finlandais ayant eu le plus de succès à l'étranger au début du XXe siècle. Son style a subi la forte influence de l'impressionnisme de ce début de siècle; il était pour le public plus facilement accessible qu'un Madetoja ou un Merikanto. Bien qu'il composât de la musique vocale, c'est le piano qui lui inspira sa plus grande production; il est l'auteur de quelque trois cents pièces pour cet instrument et de cinq concertos pour piano.

Dès son jeune âge, il manifesta des dons musicaux et pouvait reproduire au piano des œuvres qu'il venait d'entendre
(opérettes, spectacles de musique). C'est sa sœur Anni qui fut son premier professeur, elle-même ayant étudié avec Alie Linberg, un élève de Franz Liszt. 
À vingt ans, Selim Palmgren donna son premier récital à Pori. 
Ayant subi de multiples influences musicales lors de ses séjours à l'étranger, tant en Allemagne, en Italie qu'aux États-Unis, le langage de Selim Palmgren a étonnamment su garder sa couleur sombre et romantique propre à son pays natal, comme si les impressions d'enfance du jeune musicien, par exemple le thème du fleuve (sous-titre de son second concerto pour piano) l'avaient profondément et durablement marqué. 
Ce fleuve, le Kokemäenjoki qui traverse Pori est avec bien d'autres lieux finlandais, comme le lac lac Katumajärvi et ses forêts environnantes, proche d'Hämeenlinna, une source inépuisable d'inspiration pour Selim Palmgren comme elle le fut pour son compatriote Sibelius.

## Œuvre
Selim Palmgren laisse environ 500 œuvres musicales, dont : 

### Concertos
- Concerto  pour piano no 1 en sol mineur op. 13 (1904)
- Concerto  pour piano no 2 « Le fleuve » op. 33 (1913)
- Concerto  pour piano no 3 « Métamorphoses » op. 41 (1916)
- Concerto  pour piano no 4 « Avril » op. 85 (1928)
- Concerto  pour piano no 5 en la majeur op. 99
- Konzertstück pour violon et orchestre op. 104

### Orchestre
- Tableaux finnois op. 24

### Piano
- Sonate en ré mineur op. 11
- Préludes op. 17
- Printemps op. 27
- L'île des ombres op. 28
- Le clair de lune op. 54
- Nocturne en 3 scènes op. 72

### Opéra
- Daniel Hjort op. 30